# كارل بدناريك
كارل بدناريك Karl Bednarik (ولد في فيينا في 18 يوليو 1915- ومات فيها في 14 يناير 2001) هو كاتب ورسام نمساوي تنزع أعماله إلى النزعة النقدية للمجتمع. عبر في ما كتب من الروايات والمقالات الصحفية عن رفضه النزعات الفاشية في النمسا والفاشية الهتلرية في ألمانيا, وكذلك طالب بإعطاء الحقوق الإنسانية للعمال والكادحين.
أطلق اسمه في يوم 21 فبراير 2006على أحد الأزقة في فيينا وهو «زقاق كارل بدناريك» Karl-Bednarik-Gasse.

## من أعماله
- السقوط في فيينا 1951
- سقوط الاخلاق 1953
- العامل الشاب اليوم 1953
- أوميجا فلايشفولف 1954
- الشباب اللاوطني 1969

## روابط خارجية
- كارل بدناريك على موقع مونزينجر (الألمانية)